# Schaltfeld

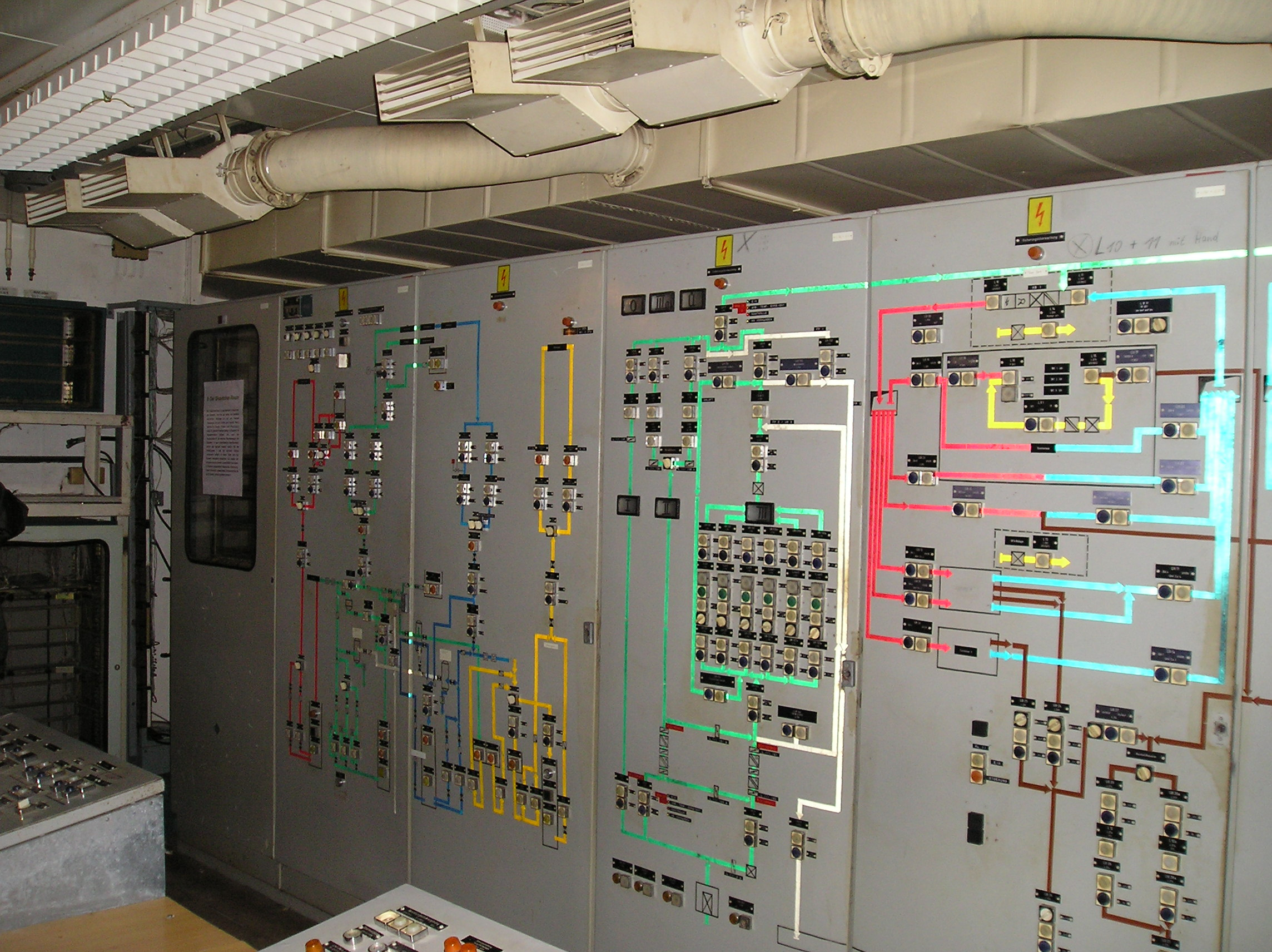
Schaltschrank mit sechs Schaltfeldern

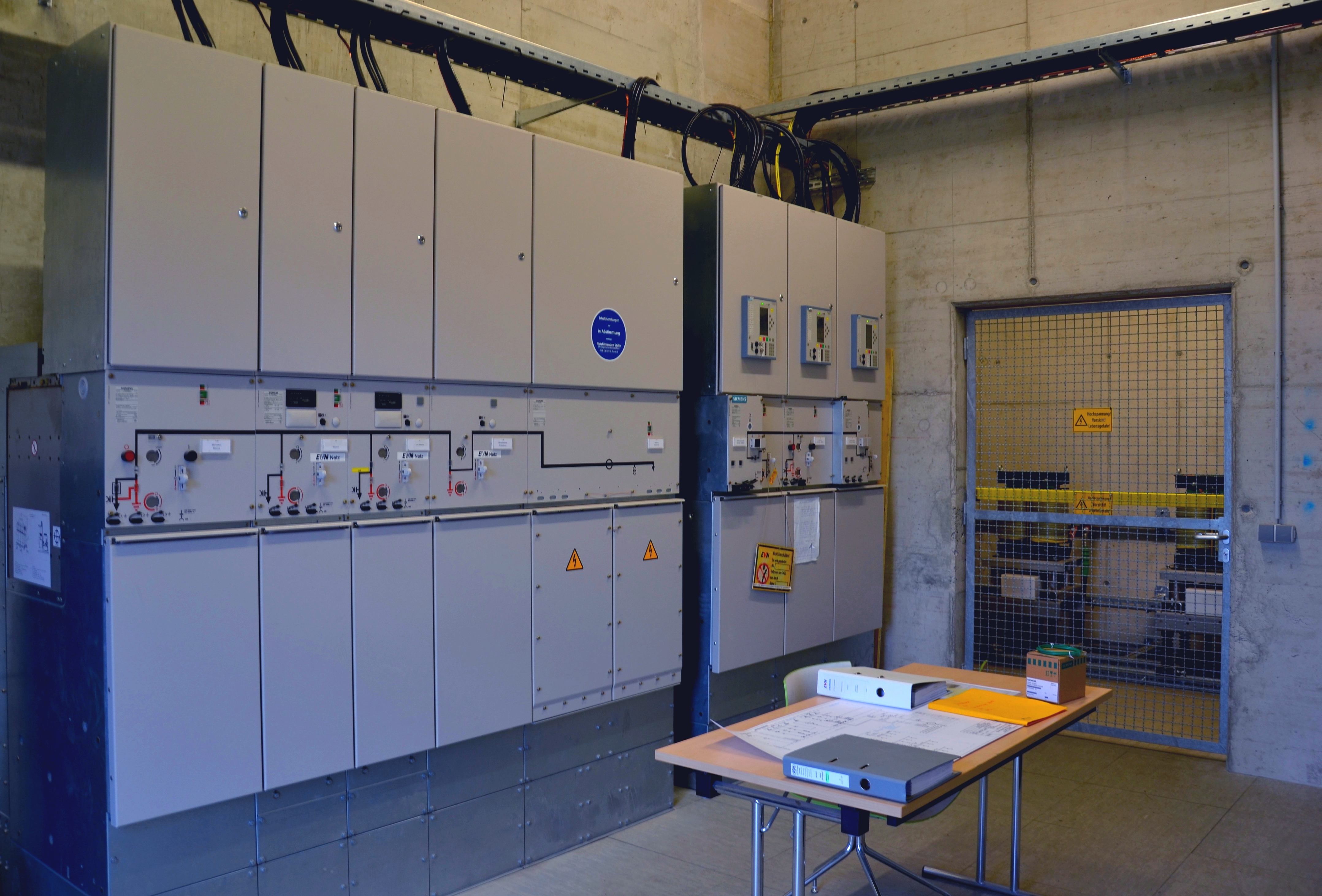
Zwei 20-kV-Schaltschränke des Biomasseheizkraftwerkes Steyr, links beginnend mit den Schaltfeldern: Trafoabgang, zwei schaltbare Kabelabgänge, Längstrenner, Messzelle, drei Leistungsschalter

Ein Schaltfeld ist ein Teil eines Schaltschrankes oder einer Schaltanlage. Mehrere Schaltfelder sind zumeist über eine gemeinsame Sammelschiene zu einem Schaltschrank verbunden. In der Hochspannungstechnik wird als Schaltfeld die Zusammenschaltung aller erforderlichen Betriebsmittel zur Realisierung einer speziellen Übertragungs- oder Verteilungsaufgabe bezeichnet, wobei mehrere Schaltfelder dann die Schaltanlage bilden.
Die Schaltfelder eines Schaltschrankes werden in verschiedene Typen unterteilt:
- Direktanspeisefeld
- Abgangsfeld
- Messfeld
- Leistungsschalterfeld[3]

Ein Schaltfeld kann zum Beispiel folgende Komponenten beinhalten:
- Leistungsschalter
- Federspeicherantrieb
- Abgangsbaustein mit Trenn- und Erdungsschalter
- Aufteilungsbaustein
- Stromwandler
- Spannungswandler
- Wandlerklemmkasten
- Einschaltfester Schnellerder
- Sammelschiene
- Kabelabgang
- Freiluft-Durchführung
- Gerüst